# Eric Surménian
Eric Surménian (* 2. Januar 1973) ist ein französischer Jazzbassist.

## Leben und Wirken
Surménian erhielt als Kind eine Gesangs-, Tanz- und Schlagzeugausbildung. Später studierte er klassische Gitarre und kam über die Rockmusik zum Jazz. Ab 1990 studierte er am Konservatorium von Marseille klassischen und Jazz-Kontrabass. Er schloss das Studium 1996 mit einem ersten Preis im Fach Jazz ab und vervollkommnete seine Ausbildung als Jazzbassist am Konservatorium Amsterdam.
Surménian arbeitete in Frankreich mit Éric Barret, Antoine Lisolo, Olivier Ker Ourio, Serge Lazarevitch, Guillaume de Chassy und Ronnie Patterson, in Belgien mit Diederik Wissels und Erik Vermeulen und in den Niederlanden mit Mark Alban Lotz, Ernst Reijseger, Jasper Blom und Karel Boehlee, außerdem auch mit Matt Wilson, David Berkman, Tom Rainey und Toots Thielemans. Er leitet ein Klavier- und ein Streichtrio.

## Diskographische Hinweise
- Mark Lotz & Shango’s Dance: Cuban Fishes Make Good Dishes, 1997–2002
- Guillaume de Chassy: Vue du Phare, 2001
- Patrick Favre Trio: Danse Nomade, 2002
- Lotz of Music: Pum'kin Diaries, 2002
- Mark Alban Lotz: Pendant la Nuit, 2004
- Mike del Ferro: New Belcanto: Opera Meets Jazz, 2005
- Isabelle Carpentier: Love as It Is, 2008